# 麴黴屬
麴黴屬又稱麴菌屬、曲霉菌属，是一個由幾百種多細胞黴菌菌種所組成的真菌菌屬，其菌丝分支分隔，且分生孢子梗长在足细胞上不分枝，在許多氣候与环境條件下皆可發現牠們的蹤影。曲霉菌菌种繁多，除了是发酵工业的重要菌种，也是重要的食品变质菌类，或是可直接感染人类与动物，或在寄生饲料、粮食中产生毒素。
麴黴屬於1729年被皮耶爾·安東尼奧·米凱利（一位義大利神父兼生物學家）首次記錄。在顯微鏡下，米凱利發現該菌屬的形狀長的與聖水勺（拉丁文：aspergillum）相似，該菌屬名Aspergillus因而得名。聖水勺構造是所有麴黴屬皆有的一種無性生殖產孢構造，大約1/3的該屬物種也具備有性生殖階段。

## 分類
麴黴屬由數百種菌種所組成。

## 生長及分化

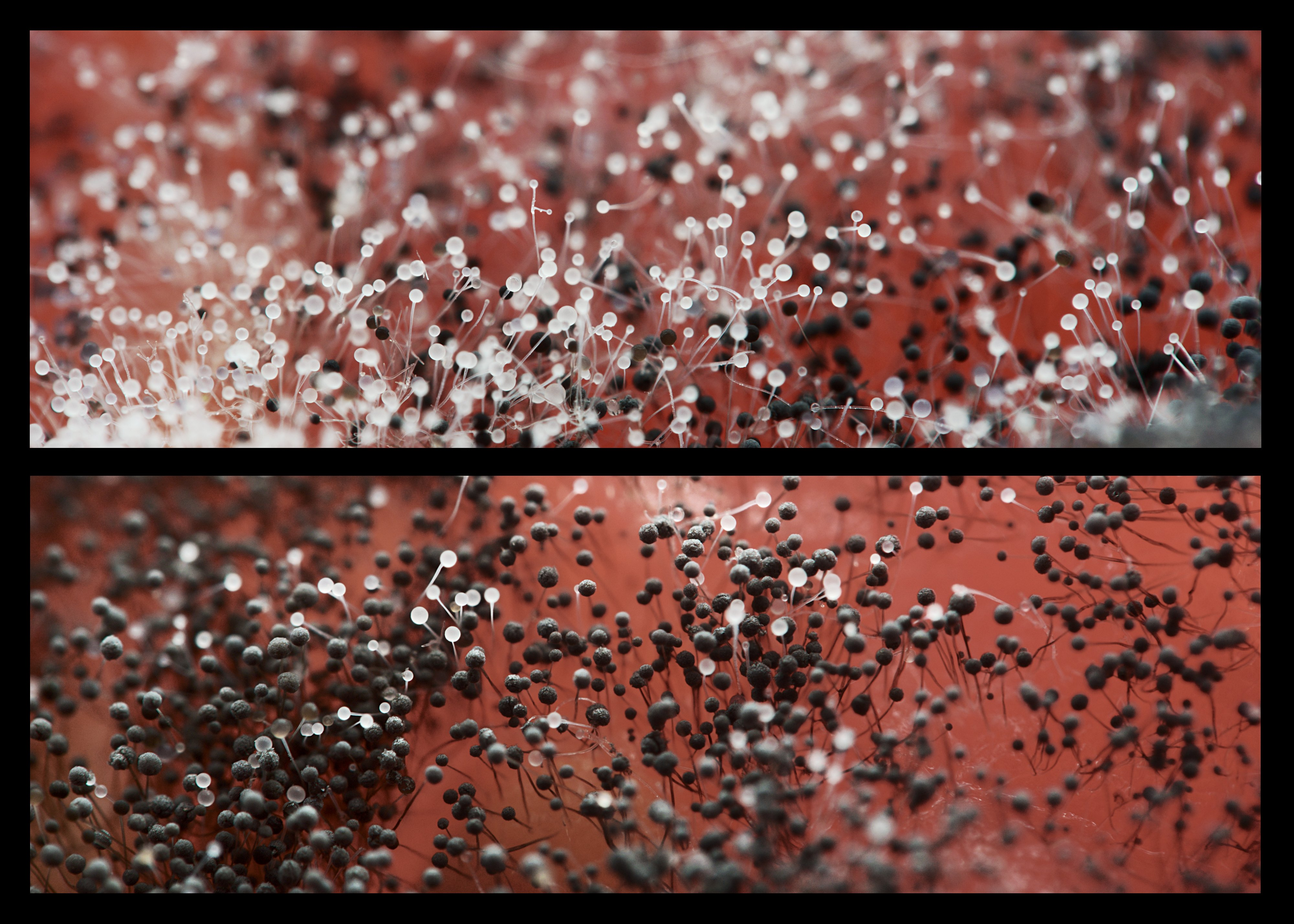
番茄上的麴黴

麴黴屬為不完全菌（尚未發現其有性態的真菌）的屬。然而，其中有些種類已發現其有性態，且其有性態被歸類為子囊菌門，所以，藉由DNA證據，麴黴屬被歸類於子囊菌門中。
該屬的成員皆具有能夠在高滲透壓環境中生長的能力，且該屬的物種都非常好氧，常常能在氧氣充足的環境下找到他們，並觀察到他們呈現菌絲型態。正常來說，其菌體喜歡生長在碳源豐富的基質，像單醣或多醣豐富的地方。麴黴屬常常為澱粉類食物（麵包、米、馬鈴薯……）的汙染源，也生長於許多植物及樹種上。
除了生長於營養豐富的基質上以外，麴黴屬中的許多物種皆可在營養缺乏或缺少關鍵養分的環境中進行寡營養生長。黑麴黴是最好的例子，往往可以在潮濕的牆壁上發現它的蹤影，為造成白粉病的主要菌種。
麴黴屬有時也可以在枕頭中發現大量的菌株。

## 商業上的重要性

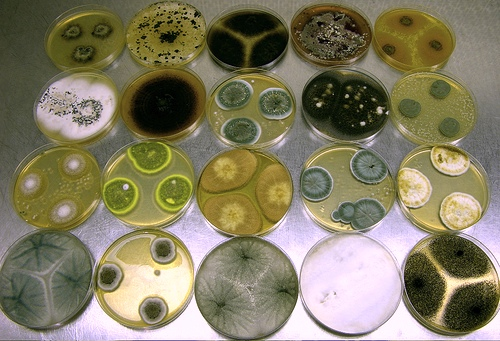
許多 Penicillium、Aspergillus spp. 含其他在無菌培養基上培養的真菌

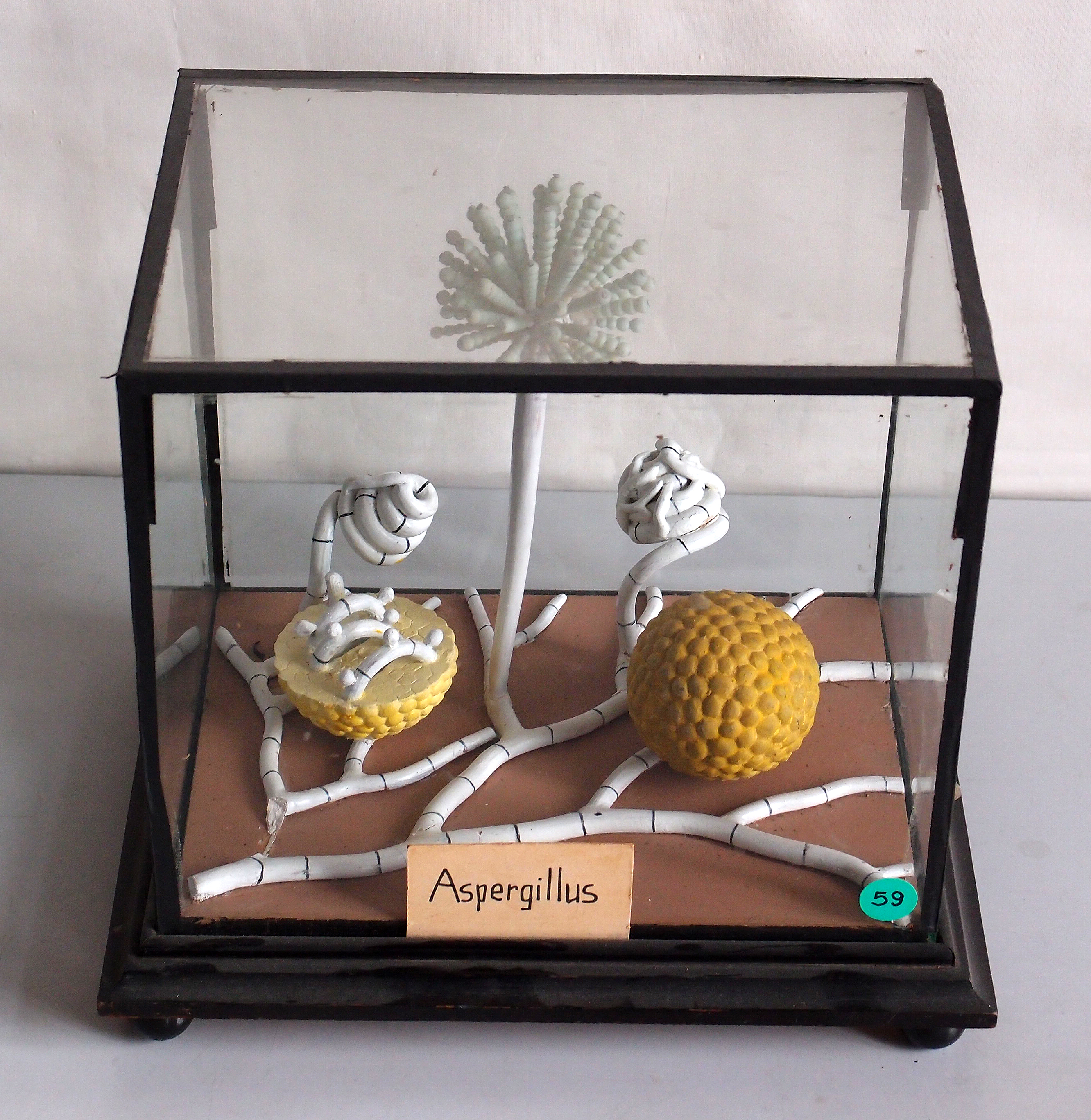
具歷史性的 Aspergillus模型, Botanical Museum Greifswald

麴黴屬在醫學上及商業上皆具重要性，有些種類亦可以感染人類及其他動物。有些種類為動物的感染源已被研究多年，而其他在動物體中發現的物種卻被視為對疾病的特定新物種，甚至還有一些為腐生菌。麴黴屬中超過60種的菌已被認為是醫學相關的病原菌種。對人類，許多造成感染，如外耳炎、皮膚病變、及潰瘍的菌種已被發現。
其他物種對商業上的微生物發酵非常重要。例如，相較於一般製酒法，清酒的製造過程還需要經過一步將澱粉分解為簡單糖類的程序。相較於一般常用來製酒的酵母屬，它可以分解結構較複雜的澱粉（酵母屬僅能分解簡單醣類，如葡萄糖）。因此，日本的清酒就需要將稻米經過米麴黴的處理。
該屬的成員也可以應用於醫學上以治療疾病。
黑麴黴最大的應用為製造檸檬酸，世界上99%的檸檬酸產量都是從它而來，每年約可生產140萬噸的檸檬酸。黑麴黴也常被用來製造酵素，包括葡萄糖氧化酶、溶菌酶及乳糖酶。而在上述的例子中，它很少被培養在固態基質上，比較常被培養為生物反應中的淹沒培養物，如此一來，我們便可以直接掌握參數，以達到最大生產量。這製程使分離酵素及醫療用的化學成分更為簡單，因次造成更大的經濟效益。

## 研究

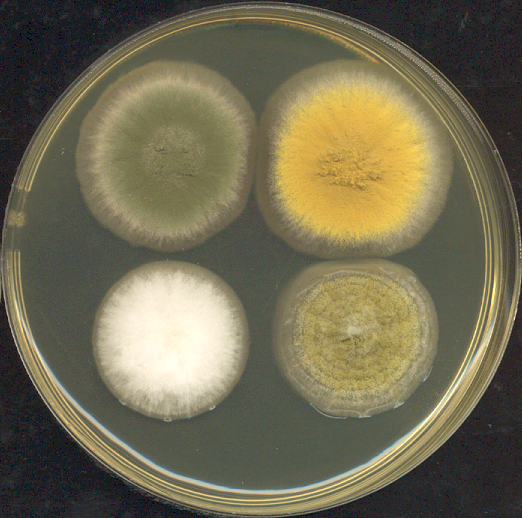
四株培養三天的麴黴菌落， 順時針從左上依序為：A. nidulans實驗室菌株、一個相似的突變菌株，它具有綠色色素、一個A. oryzae菌株，用來發酵黃豆、A. oryzae RIB40

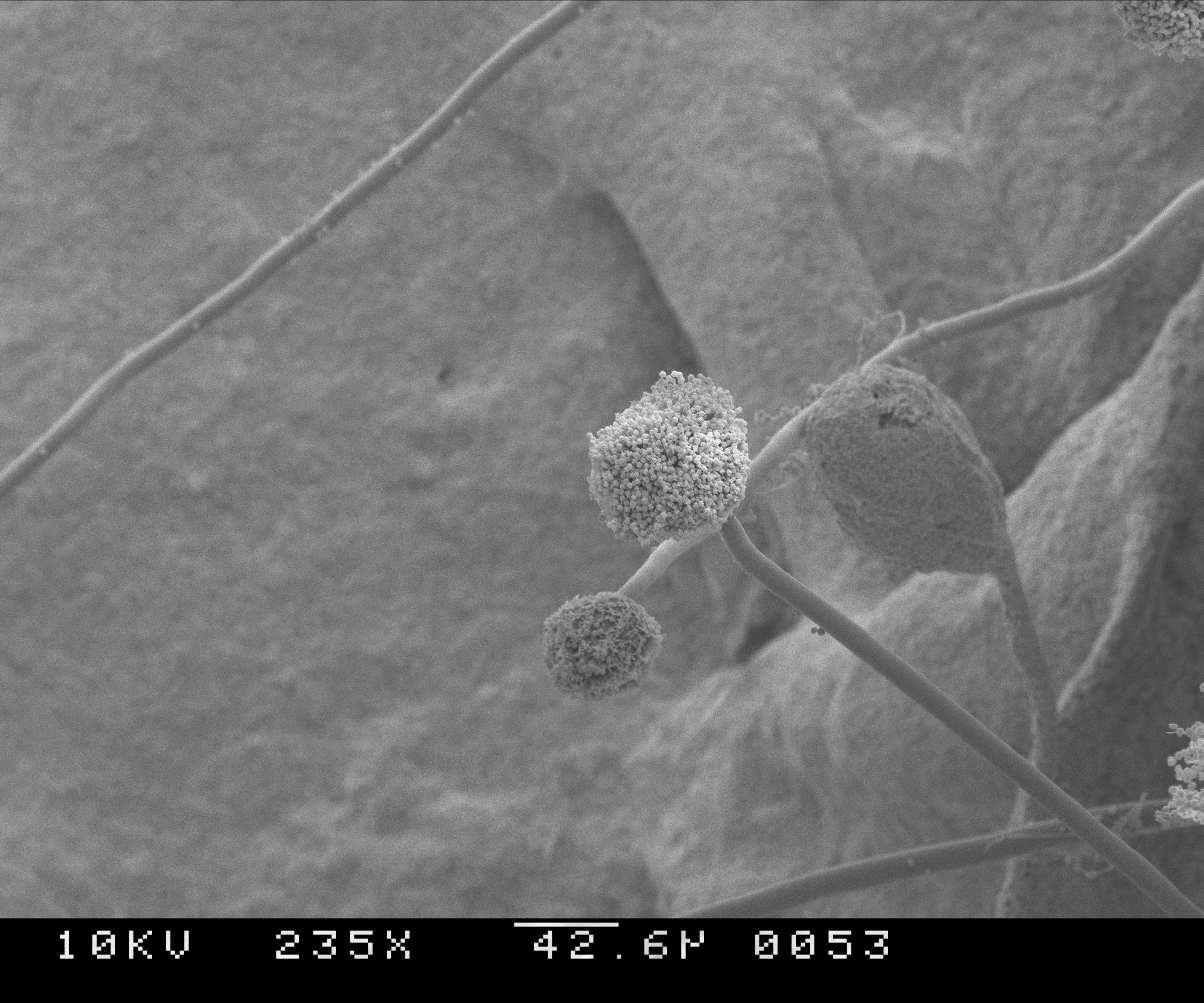
在電子顯微鏡放大235倍下的麴黴

小巢狀麴黴（異名構巢裸胞殼）已被拿來做研究許多年了，而基多·龐蒂科夫也拿它來展示真菌的假有性生殖。最近，小巢狀麴黴的基因於博勞德研究所的實驗中被定序出來，為他們的創舉之一。到了2008年，有七個麴黴屬的物種被接續定序出來：具有工業價值的黑麴黴（兩個族系）、米麴黴、土麴黴, 和病原體棒麴黴、費雪氏麴黴、黃麴霉和煙麴黴（兩個族系）。費雪氏麴黴幾乎不會有病原的特性，但和與其相似的煙麴黴具有高度的相關性，為了更進一步的了解煙麴黴的病源特性而將他定序出來。

### 有性生殖
在麴黴屬的250個物種中，約有64%的菌種未發現其有性態。然而，當的許多物種似乎有著尚未被辨認的有性生殖階段。有性生殖在真菌中以兩種不同的方式呈現，分別為異交（異絲型真菌）兩個獨立個體各貢獻一個細胞核, 還有自體受精或自交（同絲型真菌）兩個細胞核皆由同一個個體貢獻。最近幾年，有性循環在許多當初被認定為無性的物種中被發現。這些發現反映出近期的實驗大多聚焦在和人類有關聯的物種上。
煙麴黴是最常見造成人類免疫缺失疾病的物種。在2009年，煙麴黴被展現出其功能完整的異絲型有性生殖循環。此有性循環需要藉由獨立出來的配對型來完成。
黃麴霉是廣泛於作物中產生致癌的黃麴毒素主要製造者。也有機會成為人體或動物的病源，於免疫功能不足的個體造成病害。在2009年，該異絲型真菌的有性生殖階段於適當的條件下被發現，當中出現不同的配對型結合。 
Aspergillus lentulus是一種有機會造成侵入性麴黴症的人體病源，該疾病的死亡率甚高。在2003年，Aspergillus lentulus被發現有異絲型、具有功能的有性配種構造。
土麴黴常被應用於工業以製造重要的有機酸和酵素，並且是製造降膽固醇藥物洛伐他汀最初的重要來源。在2013年，土麴黴被發現在適當的培養條件下有能力產生不同的配對型，進行有性繁殖。
這些有關麴黴屬物種的發現正隨著證據（從其他真核生物的研究中，有性生殖是所有真核生物最有可能的形式）的累積而持續中。
小巢狀麴黴是一種同絲型真菌，有能力自體繁殖，自交牽扯到與異交物種同樣的配對特性的激活，也就是說自體繁殖並沒有省略異交必要的途徑，而是需要在單一個體中激活這些途徑。
在這些麴黴屬物種的有性循環中，同絲型（自體繁殖）在自然界中以壓到性的比例存在。這個觀察支持了麴黴屬的物種大多得以在較少的基因多樣性條件下仍然保有其性生殖的是因為其同絲型字體繁殖的關係」的說法。煙麴黴，一個廣泛存在於各種氣候及環境中的異絲型（異交）真菌，同時也展現出微小的基因多樣性，無論地理區域或世界規模，這個例子一樣可以支持在微小的基因差異下仍可維持有性態，而這次是異交。

### 基因體學
在2005年，《自然》期刊上同時發表的三份麴黴屬的基因序列，使該屬被認定為是在比較基因體的研究上最為重要的絲狀真菌屬。像大部分的主要基因體計畫，這些成就是由一個巨大的定序中心以及個別的科學家團體合作而來的。例如，基因研究機構（TIGR）和煙麴黴研究團體合作。小巢狀麴黴在此大機構中被定序出來。米麴黴在日本的先進工業科學及科技國家研究機構中被定序出來。能量部門的基因體聯合機構發布了檸檬酸產酸菌株黑麴黴的基因序列庫。TIGR 現在被改稱為克萊格．凡特研究所, 目前在領導一項黃麴霉基因序的研究計畫。
麴黴屬被定序的基因體大小分布大約從煙麴黴的29.3 Mb到米麴黴的37.1 Mb，然而v本來被預估有9926Mb，而米麴黴本來被預估有12,071Mb。至於產酶菌株黑麴黴的基因體大小為33.9 Mb，介於兩者之間。

## 致病菌
有些麴黴屬的物種造成人體及動物疾病。最常見的病原菌是煙麴黴和黃麴霉，他們製造黃麴毒素（是毒素亦是致癌物，並可汙染如堅果類的食物）。最常見造成過敏反應的物種是煙麴黴和棒麴黴。其他物種在農業病害非常重要，Aspergillus spp. 造成許多穀物的疾病（尤其玉米），還有些變種能製造黴菌毒素，其中包含黃麴毒素。還有一些會導致新生兒疾病。
煙麴黴（最常見的物種）造成的感染主要是肺部的感染，並且有可能由肺吲發炎造成快速的細胞壞死，也有傳播的可能性。這物種可和其他黴菌感染區別，基於它無論在環境還是宿主都是以菌絲態存在。（不像白色念珠菌為二型性，在環境為菌絲態而在宿主為酵母態）

## 麴黴症
麴黴症是由麴黴屬造成的疾病. 與常見的鼻竇炎相關的物種為煙麴黴。此症狀包含發燒、咳嗽、胸腔疼痛、或呼吸困難，和其他疾病的症狀類似，所以不好診斷出來。通常只有在患者的免疫系統功能低落或受到其他肺部感染的人容易染上這些菌。
在人體，主要的疾病形式有：

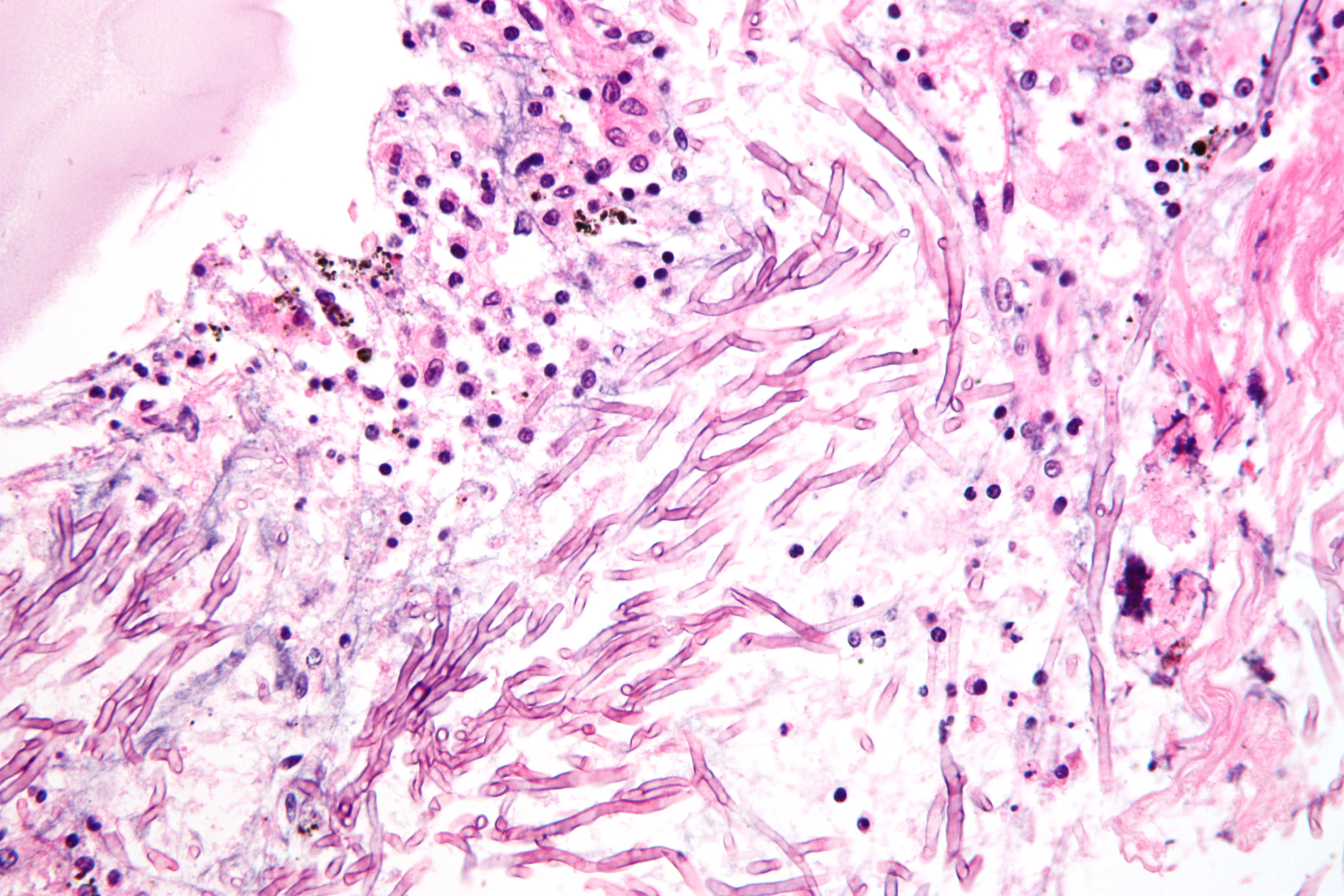
肺上的aspergillosis

- 呼吸道過敏性麴黴症：造成病人呼吸道疾病，如哮喘、囊性纖維化、及鼻竇炎
- 急性侵入性麴黴症：一個長進周遭組織的形式，通常發生於免疫功能低下的人身上，如 AIDS或化療患者
- 傳播性侵入性麴黴症：一種能擴散至全身的感染
- 麴黴球：一種可以在腔室中(如肺)形成的「真菌球」

在空氣中麴黴症的傳染途徑也常常經由鳥類，而許多麴黴屬的物種也被發現能感染昆蟲。